# Лихачёвское шоссе
Лихачёвское шоссе — шоссе в центральной части Московской области, является одним из радиальных ответвлений МКАД. Проходит по территории городов Химки и Долгопрудный. Получило название по имени бывшего села Лихачёво.

## Описание
Лихачёвское шоссе берёт начало от Коровинской развязки МКАД (граница города Москвы), проходит по территории микрорайона «Левобережный» города Химки, на границе между Химкинским полигоном ТБО и Долгопрудненским кладбищем входит в территорию города Долгопрудного и проходит параллельно каналу имени Москвы через всю западную часть города, упираясь в Парковую улицу возле Котовского залива Клязьминского водохранилища. Общая протяжённость — 7 км, ширина — 15 м (две полосы движения в каждую сторону). Шоссе используется в качестве основного внутригородского выезда на МКАД из города Долгопрудного. В черте города шоссе узкое, всего две полосы для движения (по одной в каждую сторону).

## Интересные факты
- До строительства магистрали М11 шоссе переходило в Библиотечную улицу Химок и выходило на МКАД при помощи улицы Пожарского. Ныне же основной ход шоссе переподключён к Коровинской развязке, находящейся восточнее[2][3].
- В ходе проводимой в 2000-е годы реконструкции, шоссе было подвергнуто расширению, но из-за нескольких частных жилых домов, выходивших прямо на шоссе и препятствующих его расширению в этих местах, новая трасса до 2015 года не могла быть введена в эксплуатацию[4].
- Некоторые участки шоссе имеют изменённые современные наименования, такие как Лихачёвский проспект (в районе микрорайона «Центральный» города Долгопрудного) и улица Лихачёва (в районе бывшей деревни Лихачёво).